# Peter II van Béarn
Peter II van Béarn (overleden in 1153) was burggraaf van Gabardan, Brulhois en Gabarret en van 1134 tot aan zijn dood burggraaf van Béarn.

## Levensloop
Peter II was de zoon van burggraaf Peter II van Gabarret en Guiscarda, dochter van burggraaf Gaston IV van Béarn.
Na de dood van zijn vader werd Peter burggraaf van Gabardan, Brulhois en Gabarret. Nadat in 1134 ook zijn oom Centullus VI overleed, erfde hij tevens het burggraafschap van Béarn. Aangezien Peter nog minderjarig was, werd hij onder het regentschap geplaatst van zijn moeder Guiscarda en zijn grootmoeder Talesa van Aragón, een buitenechtelijke dochter van koning Sancho I van Aragón. In 1147 begon hij zelfstandig te regeren.
In 1148 steunde hij graaf Raymond Berengarius IV van Barcelona, echtgenoot van zijn nicht Petronella van Aragón, in de strijd tegen de Moren. De militaire campagne werd een succes; de steden Tortosa, Lleida en Fraga werden veroverd. De verovering van deze laatste stad was een symbolische overwinning voor Peter II, omdat zijn oom Centullus VI bij een eerdere poging om Fraga in te nemen gesneuveld was.
Peter II promootte eveneens de Sint-Jacobsroute en liet hospitalen oprichten langs deze route in de vallei van Roncesvalles. In het jaar van zijn dood, 1153, stichtte hij eveneens een pelgrimshospitaal in Ordios.

## Huwelijk en nakomelingen
In 1145 huwde Peter met Matella van Baux. Ze kregen twee kinderen:
- Gaston V (overleden in 1170), burggraaf van Béarn
- Maria (overleden in 1187), burggravin van Béarn